# Tryphon punctatus
Tryphon punctatus là một loài tò vò trong họ Ichneumonidae.